# Jerzy Konorski

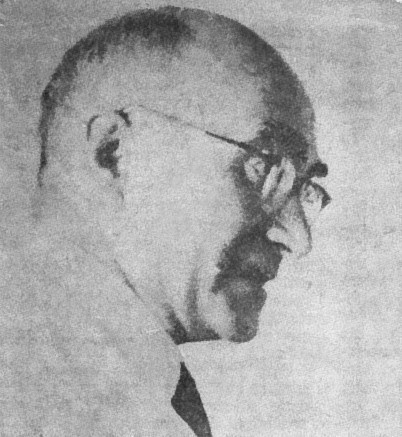
Jerzy Konorski

Jerzy Konorski (1 de dezembro de 1903 em Łódź, Congresso da Polônia - 14 de novembro de 1973 em Varsóvia, Polônia ) foi um neurofisiologista polonês que desenvolveu ainda mais o trabalho de Ivan Pavlov descobrindo reflexos condicionados secundários e condicionamento operante . Ele também propôs a ideia de neurônios gnósticos, um conceito semelhante à célula da avó . Ele cunhou o termo plasticidade neural  e desenvolveu ideias teóricas semelhantes às propostas pouco depois por Donald Hebb.

## Reflexos condicionados secundários
Quando ele e Stefan Miller eram estudantes de medicina em Varsóvia, eles propuseram outro tipo de reflexo condicionado, além do descoberto por Pavlov, que estava sob o controle da recompensa. Isso passou a ser conhecido como "reflexos condicionados tipo II" ou reflexos condicionados secundários Os reflexos condicionados tipo II são agora conhecidos como condicionamento operante ou instrumental.
Ele passou dois anos no laboratório de Pavlov como resultado de uma carta que enviou a Pavlov descrevendo esse trabalho. Pavlov, no entanto, nunca se convenceu de que o condicionamento instrumental (que Konorski chamou de "Tipo II" para diferenciá-lo do aprendizado de "Tipo I" de Pavlov)) diferia de alguma maneira importante do seu próprio condicionamento de Tipo I.
Também ocorreu uma troca entre BF Skinner e Konorski sobre os dois tipos de aprendizado. Skinner originalmente se referia ao condicionamento operante como tipo I e o condicionamento pavloviano como tipo II. Konorski concordou em revisar sua nomenclatura para evitar confusão.

## Plasticidade neural
Konorski casou-se com a neurofisiologista Liliana Lubinska, que obteve seu doutorado com Louis Lapicque . Konorski, Lubinska e Miller estabeleceram um laboratório no Instituto Nencki de Biologia Experimental . Com o conhecimento de neurofisiologia de Konorski amplamente expandido por meio de sua colaboração com Lubinska, ele voltou sua atenção para os mecanismos neurais subjacentes ao condicionamento.
Konorski perguntou como as conexões preexistentes entre neurônios no cérebro poderiam ser alteradas pelo condicionamento. Ele sugeriu uma ideia semelhante à Hebb, na qual a ativação coincidente no tempo faz com que as conexões em potencial sejam transformadas em conexões excitatórias reais. As conexões inibitórias surgem quando a excitação de uma entrada coincide no tempo com uma morte na conexão associada. Ele descreveu o processo: "As alterações plásticas estariam relacionadas à formação e multiplicação de novas junções sinápticas entre os terminais axonais de uma célula nervosa e o soma (isto é, o corpo e os dendritos) da outra"  as sinapses se fortalecem com o uso também foi proposto no Ocidente na teoria das sinapses hebbianas por Donald Hebb .

## Células da avó
Konorski propôs pela primeira vez dois conceitos-chave em neurociência (independentemente dos cientistas ocidentais que também os sugeriram). A célula da avó do oeste, que Konorski chamou de "unidade gnóstica". Isso foi desenvolvido em grande detalhe em seu livro de 1967.

## Publicações
Ele foi autor de dois importantes livros:Conditioned Reflexes and Neuron Organization-Reflexos condicionados-(1948) e Integrative Activity of the Brain-Atividade integrativado Cérebro-(1967).

## Segunda guerra mundial e Estalin
O Departamento de Neurofisiologia do Instituto Nencki de Biologia Experimental em Varsóvia, Polônia, foi criado para ele, mas este foi destruído nos primeiros dias da invasão da Polônia em 1939. Ele não conseguiu chegar à Inglaterra para se juntar ao irmão que morava lá. Konorski conseguiu escapar para a União Soviética, onde foi nomeado chefe do laboratório de primatas em Sucumi, no Mar Negro, na Geórgia. Devido à invasão alemã da União Soviética, o laboratório foi transferido para Tbilisi. Ele passou grande parte da Segunda Guerra Mundial em Sucumi tratando lesões traumáticas do sistema nervoso central. Após a guerra, ele retornou ao Instituto Nencki como chefe do Departamento de Neurofisiologia. Em 1948, a Cambridge University Press publicou seus "Reflexos condicionados e organização dos neurônios". Então, em 1949, durante o auge do stalinismo, em uma conferência em Leningrado comemorando o centésimo aniversário do nascimento de Pavlov, seu livro foi condenado e rejeitado. Em 1951, em uma conferência organizada em Krynica em apoio a ele, isso foi mostrado em um período de 40 minutos de palmas e aplausos contínuos. Com a morte de Stalin, sua acusação terminou.

## Legado
Mais tarde, Konorski tornou-se membro estrangeiro da Academia Nacional de Ciências. Desde sua morte, sua influência cresceu consideravelmente e agora é reconhecida como a primeira a investigar sistematicamente os mecanismos subjacentes ao condicionamento instrumental. Muitos o consideram um dos mais importantes neurobiólogos teóricos.